# Skateboard under sommer-OL 2024 – Street (herrer)
Street for herrer i skateboard under sommer-OL 2024 blev arrangeret på Place de la Concorde 27. juli 2024.

## Resultater

### Semifinale
| Nr. | Heat | Udøvere             | Nation     | Run   | Run   | Trick | Trick | Trick | Trick | Trick | Totalt |
| Nr. | Heat | Udøvere             | Nation     | 1     | 2     | 1     | 2     | 3     | 4     | 5     | Totalt |
| --- | ---- | ------------------- | ---------- | ----- | ----- | ----- | ----- | ----- | ----- | ----- | ------ |
| 1   | 2    | Jagger Eaton        | USA        | 57.88 | 88.37 | 0.00  | 0.00  | 92.65 | 93.86 | 0.00  | 274.88 |
| 2   | 4    | Nyjah Huston        | USA        | 17.89 | 90.18 | 90.31 | 0.00  | 92.17 | 0.00  | 0.00  | 272.66 |
| 3   | 2    | Sora Shirai         | Japan      | 61.63 | 86.71 | 93.57 | 0.00  | 0.00  | 90.14 | 0.00  | 270.42 |
| 4   | 3    | Yūto Horigome       | Japan      | 89.72 | 34.75 | 93.08 | TNS   | 0.00  | 87.38 | 0.00  | 270.18 |
| 5   | 1    | Matias Dell Olio    | Argentina  | 88.53 | 0.76  | 0.00  | 88.32 | 0.00  | 89.43 | 0.00  | 266.8  |
| 6   | 1    | Kelvin Hoefler      | Brasilien  | 86.48 | 90.41 | 0.00  | 73.98 | 85.53 | 0.00  | 89.30 | 265.24 |
| 7   | 4    | Cordano Russell     | Canada     | 69.00 | 86.99 | 85.38 | 91.50 | 0.00  | 0.00  | 0.00  | 263.87 |
| 8   | 4    | Richard Tury        | Slovakiet  | 87.84 | 53.37 | 78.84 | 0.00  | 0.00  | 0.00  | 91.31 | 257.99 |
| 9   | 2    | Vincent Milou       | Frankrig   | 62.29 | 71.49 | 87.20 | 0.00  | 94.09 | 0.00  | 0.00  | 252.78 |
| 10  | 1    | Mauro Iglesias      | Argentina  | 8.73  | 79.50 | 0.00  | 90.12 | 0.00  | 0.00  | 79.47 | 249.09 |
| 11  | 1    | Matt Berger         | Canada     | 44.53 | 51.99 | 0.00  | 0.00  | 0.00  | 88.50 | 89.95 | 230.44 |
| 12  | 2    | Brandon Valjalo     | Sydafrika  | 31.25 | 33.50 | 0.00  | 81.61 | 82.06 | 0.00  | 0.00  | 197.17 |
| 13  | 3    | Giovanni Vianna     | Brasilien  | 85.67 | 44.03 | 0.00  | 0.00  | 92.85 | TNS   | 0.00  | 178.52 |
| 14  | 4    | Ginwoo Onodera      | Japan      | 49.50 | 83.51 | 0.00  | 0.00  | 93.57 | 0.00  | 0.00  | 177.08 |
| 15  | 3    | Felipe Gustavo      | Brasilien  | 26.29 | 64.67 | 93.22 | 0.00  | 0.00  | 0.00  | 0.00  | 157.89 |
| 16  | 2    | Aurélien Giraud     | Frankrig   | 44.26 | 55.64 | 0.00  | 0.00  | 0.00  | 88.07 | 0.00  | 143.71 |
| 17  | 3    | Gustavo Ribeiro     | Portugal   | 48.31 | 33.37 | 0.00  | 93.83 | 0.00  | 0.00  | 0.00  | 142.14 |
| 18  | 3    | Ryan Decenzo        | Canada     | 18.06 | 25.84 | 0.00  | 0.00  | 90.85 | 0.00  | 0.00  | 116.69 |
| 19  | 1    | Shane O’Neill       | Australien | 13.41 | 16.50 | 0.00  | 0.00  | 0.00  | 91.00 | 0.00  | 107.50 |
| 20  | 4    | Joseph Garbaccio    | Frankrig   | 39.72 | 72.57 | 0.00  | 0.00  | 0.00  | 0.00  | 0.00  | 72.57  |
| 21  | 2    | Chris Joslin        | USA        | 50.84 | 31.50 | 0.00  | 0.00  | 0.00  | 0.00  | 0.00  | 50.84  |
| 22  | 1    | Jhancarlos González | Colombia   | 47.64 | 58.09 | 0.00  | 0.00  | 0.00  | 0.00  | 0.00  | 48.09  |

### Finale
| Nr.                              | Udøvere          | Nation    | Run   | Run   | Trick | Trick | Trick | Trick | Trick | Totalt |
| Nr.                              | Udøvere          | Nation    | 1     | 2     | 1     | 2     | 3     | 4     | 5     | Totalt |
| -------------------------------- | ---------------- | --------- | ----- | ----- | ----- | ----- | ----- | ----- | ----- | ------ |
| 1                                | Yūto Horigome    | Japan     | 89.90 | 68.54 | 94.16 | 0.00  | 0.00  | 0.00  | 97.08 | 281.14 |
| 2. plads, sølvmedaljemodtager(e) | Jagger Eaton     | USA       | 61.77 | 91.92 | 92.80 | 93.87 | 0.00  | 95.25 | 0.00  | 281.04 |
| 3                                | Nyjah Huston     | USA       | 87.06 | 93.37 | 92.79 | 93.22 | 0.00  | 0.00  | 0.00  | 279.38 |
| 4                                | Sora Shirai      | Japan     | 90.11 | 39.34 | 93.80 | 0.00  | 0.00  | 94.21 | 0.00  | 278.12 |
| 5                                | Richard Tury     | Slovakiet | 87.85 | 89.31 | 92.09 | 0.00  | 0.00  | 92.58 | 0.00  | 273.98 |
| 6                                | Kelvin Hoefler   | Brasilien | 87.25 | 38.74 | 90.14 | 0.00  | 92.88 | 0.00  | 0.00  | 270.27 |
| 7                                | Cordano Russell  | Canada    | 19.06 | 23.55 | 0.00  | 92.88 | 93.32 | 94.93 | 0.00  | 211.80 |
| 8                                | Matias Dell Olio | Argentina | 69.14 | 69.86 | 0.00  | 0.00  | 0.00  | 0.00  | 84.12 | 153.98 |